# Komórka K
Komórki K – komórki, które są zdolne do zapoczątkowania reakcji ADCC względem określonej komórki docelowej opłaszczonej przeciwciałami. W związku z tym do grupy komórek K tradycyjnie zalicza się: komórki NK, makrofagi, monocyty, niektóre limfocyty T, neutrofile, eozynofile i trombocyty. W węższym znaczeniu termin "komórka K" oznacza tylko komórki limfoidalne biorące udział w ADCC, czyli komórki NK i limfocyty T.